# Brenna Adams byskups
Brenna Adams byskups (o La quema del obispo Adam) es una historia corta islandesa (þáttr) sobre la figura histórica de Adán de Melrose, obispo de Caithness (Escocia) y los acontecimientos que desembocaron en su muerte en 1222. Fue escrita a finales del siglo XIV y conservada en el manuscrito Flateyjarbók (GKS 1005 fol.) y como relato corto en la saga Orkneyinga.